# Edmond Brossard

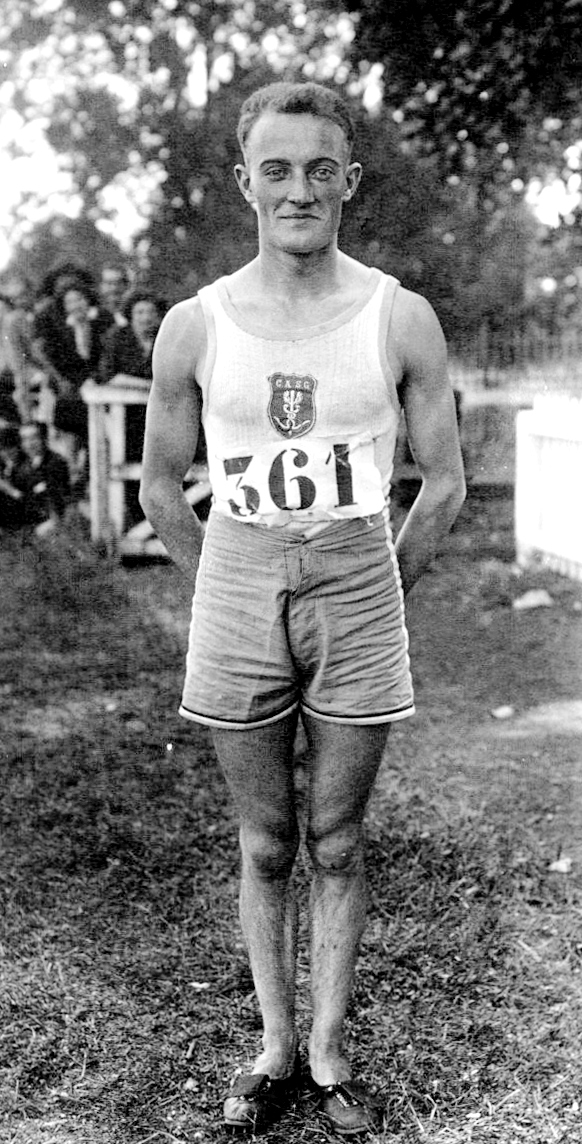
Edmond Brossard, 1921

Edmond Brossard (* 8. Juli 1900 in Ouchamps; † 18. Juli 1991 ebenda) war ein französischer Hindernis-, Cross-, Hürden-, Mittelstrecken- und Langstreckenläufer sowie Dreispringer.
Bei den Olympischen Spielen 1920 in Antwerpen trug er mit einem 15. Platz in der Einzelwertung zum vierten Platz des französischen Teams im 3000-Meter-Mannschaftslauf bei. Im Crosslauf belegte er Rang 31, und über 3000 m Hindernis schied er im Vorlauf aus.
Zweimal wurde er Französischer Meister über 800 m (1919, 1921) und je einmal über 3000 m Hindernis (1922 mit seiner persönliche Bestleistung von 10:13,2 min), 400 m Hürden (1918) sowie im Dreisprung (1918).